# Bahnstrecke Curve–Biebrich
| Rheinbahnhof Biebrich |                      |                     |                |
| Streckenlänge: | 1,5 km               |                     |                |
| Spurweite: | 1435 mm (Normalspur) |                     |                |
| |                      |                     |                |
| \| \| \| von Frankfurt \| \| \| \| 0,0 \| Curve \| Curve \| \| \| \| nach Wiesbaden \| \| \| \| \| Ende Anschlussgleis \| \| \| \| \| Rheinbahnhof \| \| \| \| 1,5 \| Biebrich \| Biebrich \| \| \| \| \| \| \| Quellen: [1] \| \| \| \| |                      |                     |                |
| Strecke |                      | von Frankfurt       | von Frankfurt  |
| Bahnhof | 0,0                  | Curve               | Curve          |
| Abzweig geradeaus und nach rechts |                      | nach Wiesbaden      | nach Wiesbaden |
| |                      | Ende Anschlussgleis |                |
| Dienststation / Betriebs- oder Güterbahnhof (Strecke außer Betrieb) |                      | Rheinbahnhof        | Rheinbahnhof   |
| Kopfbahnhof Streckenende (Strecke außer Betrieb) | 1,5                  | Biebrich            | Biebrich       |
| |                      |                     |                |
| Quellen: |                      |                     |                |

Die Bahnstrecke Curve–Biebrich war eine Zweigstrecke der Taunus-Eisenbahn auf dem heutigen Stadtgebiet von Wiesbaden und gilt als die älteste Nebenbahn in Deutschland. Ein Teilstück besteht heute noch als Anschlussgleis. Die normalspurige Strecke war eingleisig und 1,5 Kilometer lang.

## Geografische Lage

Lage der Bahnstrecke Curve–Biebrich im hessisch-nassauischen Grenzgebiet (1841)

Die Strecke lag im Territorium des Herzogtums Nassau und verband die Hauptstrecke der Taunus-Eisenbahn, die von Frankfurt nach Wiesbaden führte, mit Biebrich (heute: Wiesbaden-Biebrich) und dem dortigen Rheinhafen.
Ausgangspunkt der Nebenbahn war der Bahnhof „Curve“, der dann mehrfach die Bezeichnung änderte: zunächst in „Biebrich Ost“, nachdem es mit „Biebrich-Moosburg“ – neben dem Rheinbahnhof – einen dritten Biebricher Bahnhof gab. In Folge der Eingemeindung von Biebrich nach Wiesbaden wurde der Name 1927 um „Wiesbaden“ ergänzt, 1934 dann aber „Biebrich“ gestrichen und nur noch „Ost“ im Namen der Station beibehalten. Seitdem heißt der Bahnhof Wiesbaden Ost.
Die Strecke endete in Biebrich zunächst im Bahnhof Biebrich, unmittelbar am Rheinhafen, später im Rheinbahnhof, der etwas weiter landeinwärts lag. Der wurde dann 1939 in Wiesbaden Biebrich umbezeichnet. Zwischen dem Ausgangs- und dem jeweiligen Endbahnhof der Strecke gab es keinen weiteren Halt.

## Geschichte
Die Strecke wurde zusammen mit der Hauptstrecke der Taunus-Eisenbahn von Paul Camille von Denis errichtet und am 3. August 1840 eröffnet. Sie wurde über Jahrzehnte ausschließlich als Pferdebahn betrieben. Vor allem in der Anfangszeit hatte sie große Bedeutung im Güterverkehr, da sie den unmittelbar hinter der nassauischen Grenze liegenden Rheinhafen Biebrich landseitig erschloss. Der benachbarte Hafen von Kastel, der ebenfalls von der Taunus-Eisenbahn bedient wurde, lag im Ausland, im Großherzogtum Hessen. Die wirtschaftlichen Folgen des neuen, im Nassauischen gelegenen, Bahnhofs waren 1841 Auslöser des so genannten Nebeljungenstreichs.
Nach einem kurzfristigen Zwischenspiel Anfang 1872, als die Strecke einige Monate lang zur Hessischen Ludwigsbahn gehörte, ging sie zum 3. Mai 1872 an die Preußischen Staatseisenbahnen über. Diese stellte sofort von dem hergebrachten Pferde- auf Lokomotivbetrieb um.
1908 wurde der Personenverkehr auf der Strecke eingestellt, da Reisende nach Wiesbaden, die mit dem Schiff ankamen, durch die seit 1889 verkehrende Wiesbadener Dampfstraßenbahn der SEG viel bequemer in die Wiesbadener Innenstadt gelangen konnten.
Die Strecke diente fortan nur noch dem Ortsgüterverkehr. Sie wurde verkürzt, der Bahnhof entsprechend zurückverlegt und der ursprüngliche Bahnhof am Rheinufer aufgegeben. Das neue Dienstgebäude an der heutigen Wilhelm-Kalle-Straße ⊙ ist erhalten und wird heute durch die Betriebskrankenkasse der Chemischen Fabrik Kalle genutzt.
Der östliche Teil der Zweigstrecke existiert bis heute als Anschlussgleis des Industrieparks Kalle-Albert und für InfraServ Wiesbaden.

## Bedeutung
Die 1840 eröffnete Strecke ist die älteste Nebenbahn in Deutschland. Zwar wird in diesem Zusammenhang in der Literatur immer wieder die Sodener Bahn genannt, diese ging aber erst am 22. Mai 1847 in Betrieb.